# William Davies (zapaśnik)
William Maurice Joseph Davies (ur. 27 sierpnia 1931 w Collingwood, zm. 14 sierpnia 2020 w Tweed Heads) – australijski zapaśnik walczący w stylu wolnym. Olimpijczyk z Melbourne 1956, gdzie zajął dziewiąte miejsce w kategorii do 79 kg.

## Letnie Igrzyska Olimpijskie 1956
| Konkurencja      | Rundy eliminacyjne     | Rundy eliminacyjne      | Rundy eliminacyjne  | Klas. końcowa |
| Konkurencja      | Przeciwnik I           | Przeciwnik II           | Przeciwnik III      | Miejsce       |
| ---------------- | ---------------------- | ----------------------- | ------------------- | ------------- |
| 79 kg styl wolny | Bakshish Singh (IND) P | George Farquhar (GBR) Z | Danny Hodge (USA) P | 9.            |